# 앵글턴 (텍사스주)

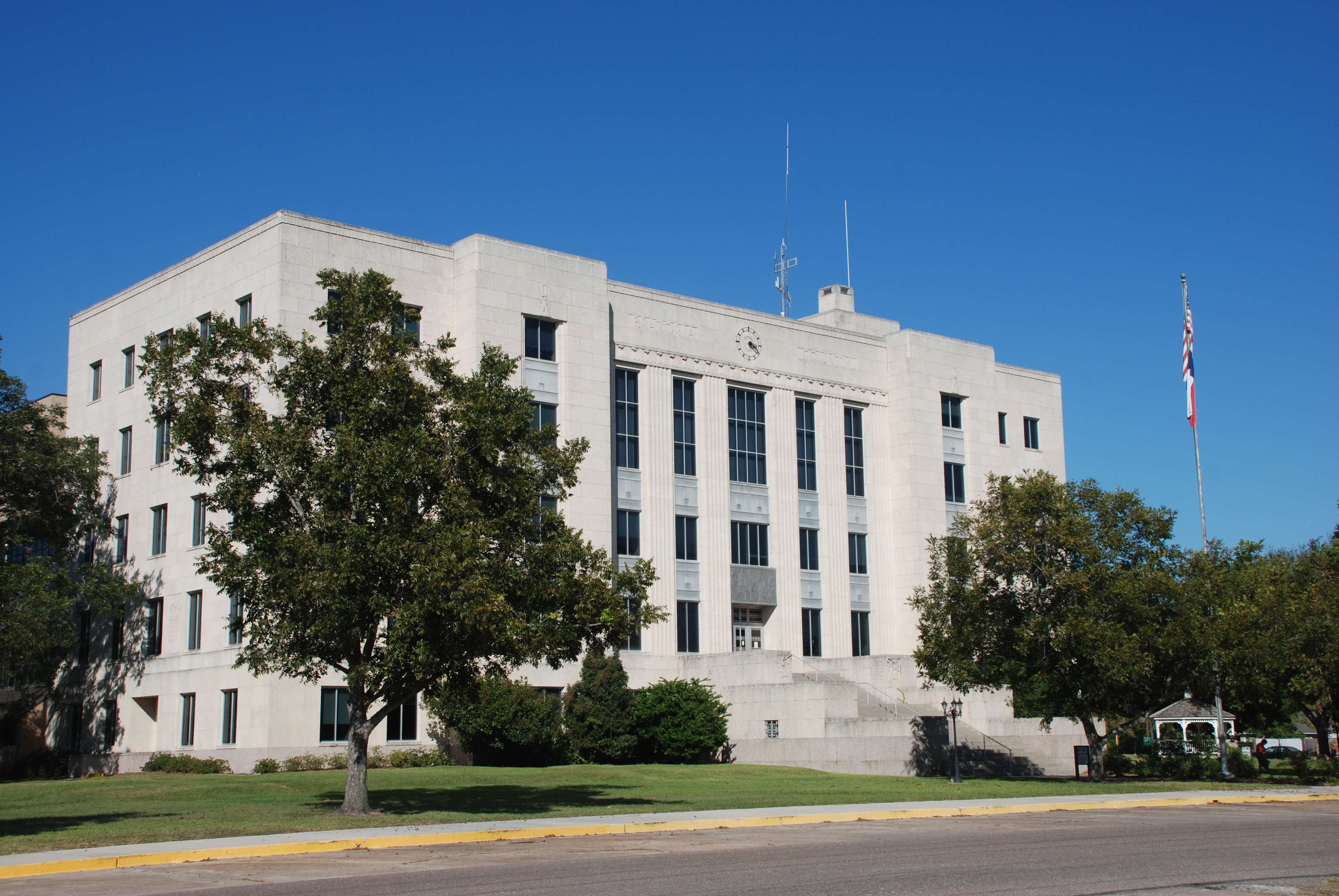

앵글턴(Angleton)은 휴스턴 대도시권 내에 위치한 미국 텍사스주 브라조리아군의 도시이자 군청 소재지이다. 앵글턴의 인구 수는 2010년 인구 조사 기준으로 18,862명이다.
1890년 브라조리아군의 중심부 주변에서 세워졌으며 Velasco Terminal Railway의 관리자의 아내의 이름을 따서 명명되었다.

## 인구
| 인구조사              | 인구   | Note  | %±     |
| --------------------- | ------ | ----- | ------ |
| 1920년                | 1,043  |       | —      |
| 1930년                | 1,229  |       | 17.8%  |
| 1940년                | 1,763  |       | 43.4%  |
| 1950년                | 3,399  |       | 92.8%  |
| 1960년                | 7,312  |       | 115.1% |
| 1970년                | 9,770  |       | 33.6%  |
| 1980년                | 13,929 |       | 42.6%  |
| 1990년                | 17,140 |       | 23.1%  |
| 2000년                | 18,130 |       | 5.8%   |
| 2010년                | 18,862 |       | 4.0%   |
| 2019 (추산)           | 19,431 | [ 3 ] | 3.0%   |
| U.S. Decennial Census |        |       |        |